# Chop Socky Chooks
Chop Socky Chooks est une série télévisée d'animation britannico-canadienne en 26 épisodes de 22 minutes, créée par Sergio Delfino, produite par Aardman Animations, et diffusée du 16 mars au 4 septembre 2008 sur Teletoon, aux États-Unis du 6 juillet au 5 octobre 2008 sur Cartoon Network, et au Royaume-Uni du 8 octobre 2008 au 7 février 2009 sur Cartoon Network.
Au Québec, la série a été diffusée à partir du 11 juillet 2008 sur Télétoon, et en France à partir du 12 août 2009 sur Cartoon Network.

## Synopsis
Inspirée des films de kung-fu, cette série met en scène trois poulets qui combattent leur ennemi, le Docteur Wasabi.

## Fiche technique
- Titre : Chop Socky Chooks
- Création : Sergio Delfino
- Pays d'origine :  Royaume-Uni /  Canada
- Numéro des épisodes : 26
- Numéro des saisons : 1
- Durée : 22 minutes
- Format vidéo : HDTV 1080i
- Format audio : Stéréo
- Genre : Série d'animation, action, comique, slapstick, humour surréaliste

## Doublage

### Voix françaises
- Bertrand Liebert : Chuckie Chan
- Philippe Bozo : K.O. Joe
- Caroline Pascal : Chick P
- Luc Boulad : Dr Wasabi
- Sylvain Lemarié : Bouba
- Laurent Mantel : Ninja et Professeur
- Fabrice Fara, Sylvie Ferrari et Marine Boiron : rôles inconnus

- Version française
  - Studio de doublage : Nice Fellow
  - Direction artistique : Benoît Du Pac
  - Adaptation : Xavier Hussenet

 Source et légende : version française (VF) sur RS Doublage

### Voix québécoises
- Frédéric Desager : Chuckie Chan
- Gilbert Lachance : K.O. Joe
- Pascale Montreuil : Chick P
- Patrick Chouinard : Bubba
- Hugolin Chevrette : Dr Wasabi
- Daniel Picard : Kobura
- Annie Girard : Chanson Siren
- Sylvain Hétu : Bantam

 Source et légende : version québécoise (VQ) sur Doublage.qc.ca

## Épisodes
1. Game over ! (Game Over Chooks!)
2. Grand méchant Bouba (Big Bad Bubba!)
3. Kobura vendetta (Kobura Strikes)
4. Quel cirque ces jeux ! (Now You Coliseum, Now You Don't)
5. Chooks contre Chooks (Double Trouble)
6. Oni, celle qui mal y pense (If Looks Could Kill)
7. Avec ou sans sauce ? (Do You Want Thighs with That?)
8. Dans tes rêves ! (In Your Dreams)
9. Le Chant de la sirène (Speak Now or Forever Hold Your Breath)
10. Kobura Contre-attaque (Snake in the Class)
11. Le Noël de Wasabi (His Master's Choice)
12. Le Passé, c'est dépassé (Chop Socky Whoops)
13. La Marque de Bantam (The Mark of the Bantam)
14. Karaoké zombies (Karaoke Zombies)
15. Les Sphères de l'Apocalypse (Return of the Other Cheek)
16. Planète Bouba (Planet of the Bubba)
17. Le Monde perdu de Wasabiland (The Level That Time Forgot)
18. Les Bébés Bushido (Bushido Babies)
19. On a creusé sur la lune (Appaling 13)
20. La Course au trésor (The Chooks of Hazard)
21. Bastons pour des champions (Enter the Chickens)
22. Infectes insectes (Swarm Welcome)
23. Le Cirque le plus nul du monde (The Lamest Show on Earth)
24. L'Île de Wasabi (Isle be Seeing You)
25. Le Parrain Marin (The Codfather)
26. Panique informatique (Down the Drain)